# Ana Cecilia Prenz Kopušar
Ana Cecilia Prenz Kopušar (geboren 17. August 1964 in Belgrad, Jugoslawien) ist eine argentinische Schriftstellerin, die in Triest lebt.

## Leben
Ana Cecilia Prenz ist eine Tochter des argentinischen Schriftstellers Juan Octavio Prenz (geboren 1932), der familiäre Wurzeln in Istrien hat. Er hielt sich Anfang der 1960er Jahre in Jugoslawien auf und studierte in Belgrad. 1975 verließ er mit der Familie endgültig Argentinien und zog 1978 nach Triest. Ana Cecilia Prenz studierte Literatur an der Universität Triest. Prenz Kopušar lehrt dort Spanisch. Sie schreibt in italienischer und spanischer Sprache und übersetzt aus dem Spanischen Stücke von Eduardo Pavlovsky ins Italienische und auch literarische Texte aus dem Serbokroatischen und Slowenischen ins Spanische.

## Schriften (Auswahl)
- Gemma Brandi, Eduardo Pavlovsky, Ana Cecilia Prenz: Sensibilità e suscettibilita. Florenz : Es. Ip.so., 1998
- Da Sefarad a Sarajevo : percorsi interculturali : le multiformi identità e lo spazio dell'altro. Neapel : Ellissi, 2006
- Poesia e rivoluzione. Pordenone : Ellerani, 2010 (spanisch)
- Cruzando el río en bicicleta. Buenos Aires : Libros de la Talita Dorada, 2015 (spanisch)
- Helena Lozano Miralles; Ana Cecilia Prenz; Paolo Quazzolo; Monica Randaccio: Traduzione aperta, quasi spalancata : tradurre Dario Fo. EUT Edizioni Università di Trieste 2016, ISBN 978-88-8303-798-6
- Saša Pavček: Vísteme con un beso. Übersetzung aus dem Slowenischen ins Spanische: Ana Cecilia Prenz. Buenos Aires : De la talita dorada, 2012